# 苔の衣
『苔の衣』（こけのころも）は、鎌倉時代成立の擬古物語。作者不詳。

## 成立年代
成立年代は、『風葉和歌集』に、作中歌が2首とられていることより、文永8年（1271年）に近い頃だと考えられている。

## 概要
四十数年間、およそ80人の人物を要して描く本作品は、源氏の権大納言（げんじのごんだいなごん）から3代にわたる人々の運命と恋の大河物語である。権大納言と西院の上との結婚、上の早逝、西院の姫君と中納言（右大将）の結婚、姫君の死による中納言（右大将）の出家、その姫君に対する兵部卿宮の道ならぬ恋と死が、本作品の主軸を成しているとされる。
（春）
先帝の第一世源氏の子に左大将と権大納言がある。大納言の北の方1人は兄左大将の三の君であり、もう1人は故中務宮の姫君であり、大納言は後者を愛し、その間に中将と侍従との2子がある。北の方2人は、六条の東院・西院に住まう。西院の姉は前斉宮であり、いまは関白の北の方となり、姫君のほかに男子がある。大納言と西院の上は女子のないのを嘆き、石山の観音に祈祷し、神託があって翌年、姫を産んだ。関白の姫君は袴着ののち、東宮にはいる。翌年、ときの右大臣が死に、左大将は内大臣を兼ね、大納言は右大将になる。東院の上は子のないのを憂え、その姉の式部卿宮の上の姫君を引き取る。内大臣は娘弘徽殿の死を嘆き悲しみ、生前久しく不和だった弟の右大将を呼び、亡き後のことを頼み世を去った。やがて右大将は内大臣に進む。西院の姫君は6歳で裳着があり、東宮の女御は8月に男宮を出産する。帝は譲位し冷泉院に移る。西院の上は春から病臥するが、秋についに死に、その姫君は幼いため東院の上に引き取られる。関白の若宮は三位中将となり、琴・笛をよくし、内大臣の中将と仲がよい。あくる夜、西院の姫君をかいま見てから、日々に思いはつのる。
（夏）
関白の三位中将は中納言となり、朱雀院一品宮の姫君にかようが、西院の姫君を忘れられない。帝はしばしば文をつかわすので、内大臣も入内の用意をする。中納言は姫君の入内を聞き、病臥する。大貳の乳母は書き散らした文で中納言の心を知り両親に告げ、関白は内大臣にその姫君をもとめる。内大臣もしかたなく承諾したが、東院の上はこれに嫉妬し、弟の中納言に姫君を奪い取らせようとする。ところがあやまって帥宮の上となっている養女を盗み出し、中納言と姫君はぶじ結婚する。帥宮は北の方の失踪を聞き、その姫君を引き取る。東院の上は後悔したがおよばない。帝はのちに事の由を聞き、不快に思う。関白の中納言は大納言になり、内大臣長子は中納言になり、内大臣は右大臣になる
（秋）
大納言はやがて右大将になり、北の方と仲むつまじく、若君につづき姫君も誕生する。ところが北の方の父右大臣は死に、心ぼそい身となったうえに、冷泉院が最愛の故弘徽殿の女一の宮を右大将に降そうとしたので、北の方はあれやこれやの嘆きから28歳で死ぬ。姫君は中宮に託される。右大将の嘆きははたから見ても哀れで、翌年、ふたたび弘徽殿の姫宮降嫁の儀が定まったので、右大将は世をはかなみ、嵯峨の冷泉院によそながら暇乞いし、北の方の墓に詣でたのち、横川の奥ふかく遁世する。
（冬）
関白は右大将の出家ののち、老身を嘆きながも遺子の成長をひたすら待っている。弘徽殿の女宮もおなじく世をはかなみ、入道する。東院の上の弟中納言の奪われた帥宮の上は、悲しみのために死に、その双生児の姫のうち、姉君は式部卿の宮方に住まう母君の伯母対の君に引き取られ、帥の宮の上の妹宮と仲よく暮らす。右大将の男君はだんだん成長して大納言兼大将になる。姫君は宮中で二の宮兵部卿の宮とともに育てられ、やがて宮は姫君を慕うが、姫君は裳着ののち東宮に参ることになり、兵部卿宮には式部卿の姫君をと定まる。しかし宮はなお姫を思い、ついにもののまぎれに一度、会う。これによって女御は妊娠し、兵部卿宮に似た男宮を生む。関白は位を大将に譲り、北の方とともに出家する。宮は帥宮の姫君が東宮の女御に似ているのでこれにかよい、足しげくなるとともに式部卿宮の上はこの姫君につらくあたる。ついに妊娠の身でゆかりある住吉の尼のもとにのがれ、男子を生んで死ぬ。兵部卿宮は嘆きのために病気になり、住吉の神託でわが子を引き取るが、ついにはかなくなる。冷泉院も崩御し、帝は禅譲があって三条院にいて、女御は中宮になる。ところが9月ごろから病気になり、祈祷もかいがない。ときにいずこからともなく怪僧が出て祈り、兵部卿宮の霊があらわれ消え去る。中宮の病気が癒え、僧はいずこともなく去るが、残された歌で右大将入道とわかる。しかしそののち入道は消え去る。

## 構成
基本は4巻4冊本である。
1. 春
2. 夏
3. 秋
4. 冬

## 登場人物

### 春
源氏の権大納言（ごんだいなごん）→内大臣（ないだいじん）
春巻の主人公。
西院の上（さいいんのうえ）
権大納言の北の方。2人の男子と、1人の女子（西院の姫君）を産む。夢告通り、発病して亡くなる。
東院の上（とういんのうえ）
権大納言の北の方（きたのかた/正妻）。権大納言の兄の三女。養女（姪・式部卿宮の姫君（しきぶのきょうのみやのひめぎみ）と西院の姫君（西院の上の娘））がいる。
苔衣の右大将（こけのころものうだいしょう）
西院の上の姉・前斎宮（ぜんさいぐう）の息子。西院の姫君を垣間見、激しい恋に落ちる。
西院の姫君（さいいんのひめぎみ）
権大納言と西院の上の娘。母の死後、東院の上の養女となる。
藤壺の女御（ふじつぼのにょうご）→藤壺の中宮（ふじつぼのちゅうぐう）
苔衣の右大将の姉。三条院（東宮（とうぐう））の妻。後に、義父・冷泉帝（れいぜいてい／その時の天皇）が三条院に譲位し、女御から中宮となる。男宮を出産する。
冷泉帝（れいぜいてい）
その時の天皇。後に、譲位する。東院の上の姉・弘徽殿女御（こきでんのにょうご）が妻。
弘徽殿女御
冷泉帝の妻。東院の上の姉。娘・弘徽殿の姫宮を出産し、亡くなる。

### 夏
苔衣の右大将（こけのころものうだいしょう）→権大納言（ごんだいなごん）
夏巻・秋巻の主人公。西院の姫君に恋に落ち、病になる。後に、西院の姫君と結婚する。1人息子をもうける。
西院の姫君（さいいんのひめぎみ）
入内が決定していたが、苔衣の右大将の妻となる。
内大臣（ないだいじん）
源氏の権大納言。苔衣の右大将の父・関白（かんぱく）に頼まれて、娘の入内を断念する。
前斎宮（ぜんさいぐう）
苔衣の右大将の母。
関白
苔衣の右大将の父。
藤壺の中宮（ふじつぼのちゅうぐう）
二の宮（にのみや）を出産。
二の宮
後の兵部卿宮（ひょうぶきょうのみや）。三条院と藤壺の中宮の次男。

### 秋
苔衣の大納言（こけころものだいなごん）
苔衣の右大将のこと。妻・苔衣の北の方（こけのころものきたのかた）の死後、一周忌を機に入山出家し、行方不明となる。
苔衣の北の方
娘・苔衣の姫君（こけころものひめぎみ）を出産する。夫・苔衣の大納言に降嫁の話が出ると、それが原因で亡くなる。
弘徽殿の姫宮（こきでんのひめみや）
冷泉帝と弘徽殿女御の娘。

### 冬
苔衣の若君（こけころものわかぎみ）→苔衣の少将（こけころものしょうしょう）→苔衣の三位中将（こけころものさんみちゅうじょう）→苔衣の中納言（こけころものちゅうなごん）→苔衣の大納言兼大将（こけころものだいなごんけんたいしょう）
冬の巻の主人公。苔衣の大納言の息子。
苔衣の入道（こけころものにゅうどう）
苔衣の大納言のこと。後に、娘・苔衣の姫君が物の怪に苦しんでいたのを助ける。
苔衣の姫君（こけころものひめぎみ）→苔衣の中宮
苔衣の入道と苔衣の北の方との娘。東宮に入内するが、兵部卿宮と密通する。兵部卿宮との息子を皇子として出産する。後に、兵部卿宮の物の怪に取りつかれるも、父・苔衣の入道に助けられる。
弘徽殿の姫宮（こきでんのひめみや）
苔衣の若君の妻。病のため、出家する。
兵部卿宮（ひょうぶきょうのみや）
二の宮のこと。三条院と藤壺の中宮の次男。苔衣の姫君に恋を打ち明けるが、式部卿宮の姫君（しきぶのきょうのみやのひめぎみ）と結婚する。その後、苔衣の姫君と密通する。妻の姉・帥宮北の方の娘・姉姫君との間に、息子・若君がいる。後に、住吉にいた息子と会う。辞世の歌を苔衣の姫君に送り、亡くなる。
帥宮の姫君（そちみやのひめぎみ）→帥宮の姉姫君
東院の上の養女・式部卿宮の姫君（しきぶのきょうのみやのひめきみ）の娘。兵部卿宮との間に、若君を設けるが、住吉に隠れ住む。その後、若君の出産が原因で亡くなる。
式部卿宮の姫君
式部卿宮と東院の上の姉との娘。東院の上の養女・帥宮北の方の姉。
皇子→東宮
三条院と藤壺の中宮の長男。
対の君
東院の上の姉。帥宮の姉姫君の面倒を見る。住吉に住んでいた、兵部卿宮と帥宮の姉姫君の息子を発見する。

## 特徴
平安時代の物語に見られるような恋愛の喜びや悲しみがほとんど語られない。幼い子を残して早逝する西院の上、その子西院の姫君の悲劇的な死、物語の女主人公たちのこのような悲惨な運命が繰り返し語られるのも、当時の時代風潮の反映ともいえよう。このように、全編を通して愛別離苦・人生無常で一貫しているところも、本物語の特色である。

## 題名について
題名については、以下の説が挙げられる。
1. 『夜の寝覚』の冒頭文を模したとされる、「苔の衣の御仲らひばかり…」（本作品冒頭）
2. 中納言（右大将）が出家の際に詠んだ
「色々に染めし袂を今はとて苔の衣にたちぞかへつる」（巻三「冬」）
3. 横川の僧と中納言（右大将）との会話に「苔の衣」の語句が頻出する（巻三「冬」）

## 諸本
写本は多く、20数本に及び、そのほとんどが江戸時代の書写である。
基本は4巻4冊本で、字句に異同はあるものの、内容はほとんど変わらない。その中で主に、大きく以下のように分けられる。
- 前田家本系（原形に近い）
- 穂久邇文庫系（室町中期の書写だと言われる）

改作本もあるが、部分的な表現の変化にとどまる。